# Pirow
Pirow è un comune di 418 abitanti del Brandeburgo, in Germania.

Appartiene al circondario (Landkreis) del Prignitz (targa PR) ed è parte della comunità amministrativa (Amt) di Putlitz-Berge.

## Geografia antropica

### Suddivisioni amministrative
Il territorio comunale si divide in 2 zone, corrispondenti al centro abitato di Pirow e a 1 frazione (Ortsteil):
- Pirow (centro abitato), con le località:
  - Bresch
  - Burow
  - Mollnitz
  - Waldhof
- Hülsebeck